# ブルンネンの盟約

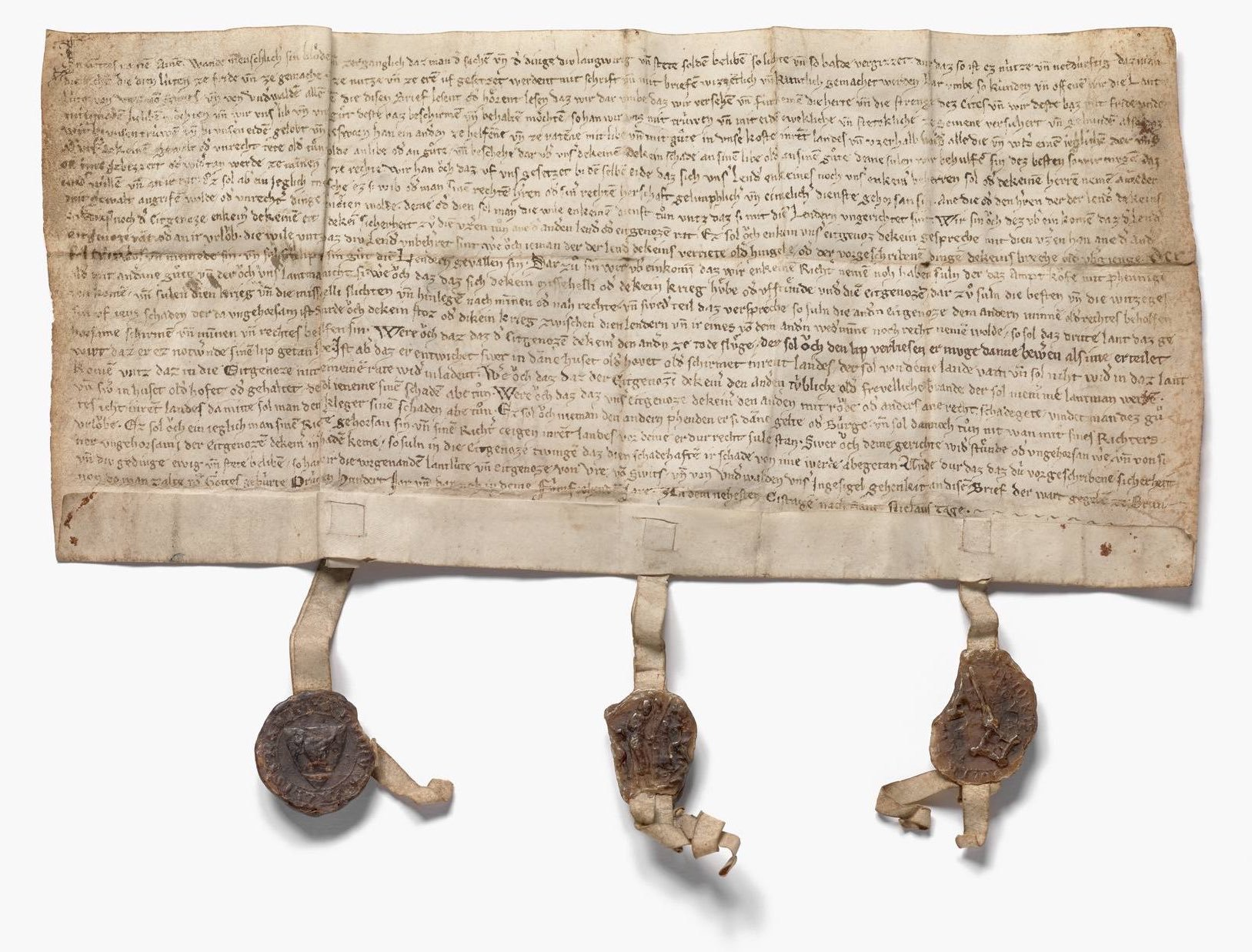
盟約の原本

ブルンネンの盟約（ドイツ語: Bundesbrief von Brunnen）は1315年12月9日にブルンネンで締結された、ウーリ州、シュヴィーツ州、ウンターヴァルデン（オプヴァルデン、ニトヴァルデン）の間の条約。
1315年11月のモルガルテンの戦いでスイス原初同盟が勝利した後、ウーリ、シュヴィーツ、オプヴァルデン、ニトヴァルデンの代表はブルンネンで会合して、永久盟約を更新・強化した。1318年にはオーストリア公レオポルト1世が原初同盟と休戦協定を締結した。
16世紀の歴史学者アエギディウス・チュディによれば、ブルンネンの盟約は3州間の実利的な同盟を永久の誓約同盟に変え、これ以降スイス原初同盟は拡大期に入り、1332年にルツェルン州が、1351年にチューリッヒ州が、1352年にグラールス州とツーク州が、1353年にベルン州が加入した。
スイス諸州間の盟約はブルンネン以外にも数多く締結されたものの、ラテン語ではなくドイツ語で締結された盟約はブルンネンが初である。ブルンネンの盟約は長らくスイス原初同盟の建国文書として扱われたが、20世紀前半以降は1291年の永久盟約がブルンネンの盟約より重要視されるようになった。